# Sisco
Sisco (korziško Siscu) je naselje in občina v francoskem departmaju Haute-Corse regije - otoka Korzika. Leta 1999 je naselje imelo 743 prebivalcev.

## Geografija
Kraj leži na severovzhodu otoka Korzike na rtu Cap Corse, 20 km severno od središča Bastie.

## Uprava
Občina Sisco skupaj s sosednjimi občinami Brando, Canari, Nonza, Ogliastro, Olcani, Olmeta-di-Capocorso in Pietracorbara sestavlja kanton Sagro-di-Santa-Giulia s sedežem v Brandu. Kanton je sestavni del okrožja Bastia.